# Золло Михайло Михайлович
Михайло Михайлович Золло (1882—1973) — радянський цирковий артист, клоун і дресирувальник тварин. Заслужений артист РРФСР (1939). 

## Біографія
Народився в 1882 році в Пензенській губернії Російської імперії. 
В цирку починав як дресирувальник собак, вольтижер на коні, жонглер. В 1922 році створив велику групу дресированих тварин (собаки, коні, зебри, верблюди та інші.) Виступав і як клоун-буф, супроводжуючи жартами виступи тварин. З 1949 року жив в Києві, де організував зоокуточок.

Могила Михайла Золло

Помер в 1973 році. Похований в Києві на Байковому кладовищі.